# Kachhwā
Kachhwā är en ort i Indien.   Den ligger i distriktet Mirzāpur och delstaten Uttar Pradesh, i den centrala delen av landet, 700 km sydost om huvudstaden New Delhi. Kachhwā ligger 82 meter över havet och antalet invånare är 15 381.
Terrängen runt Kachhwā är mycket platt. Runt Kachhwā är det tätbefolkat, med 683 invånare per kvadratkilometer. Närmaste större samhälle är Mirzāpur, 16,4 km väster om Kachhwā. Trakten runt Kachhwā består till största delen av jordbruksmark.